# Palais de Niavaran
Pour les articles homonymes, voir Niavaran (homonymie).

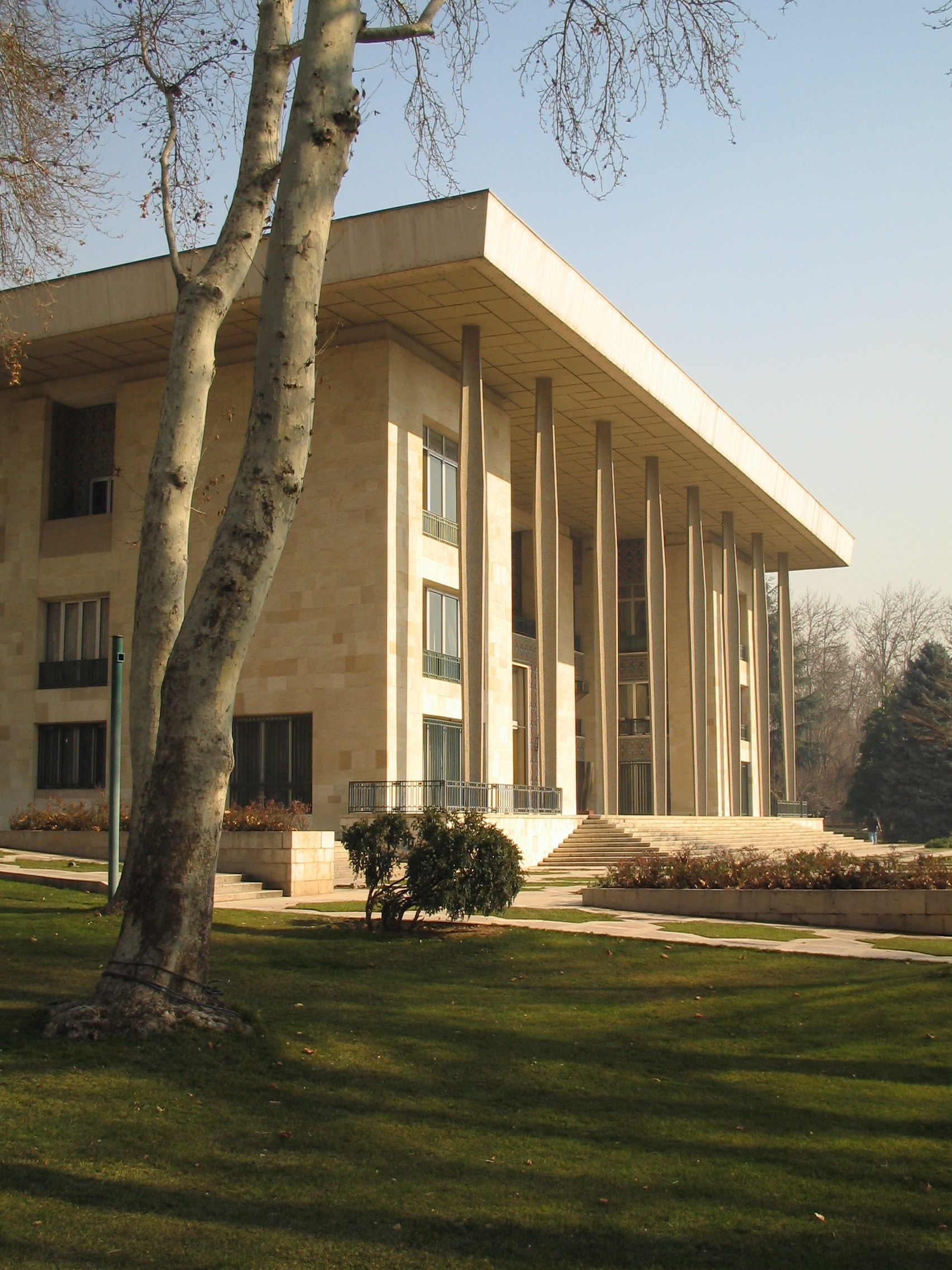
Vue du palais de Niavaran.

Le palais de Niavaran (en persan : کاخ نیاوران / Kâx-e Niyâvarân) est situé à Téhéran en Iran, dans le quartier de Shemiran au nord de la ville. C'est un complexe architectural constitué de plusieurs palais et d'un musée. Le palais Sahebqaraniyeh, datant du temps de Nassereddine Shah Qadjar et le petit palais d'Ahmad Chah, sont aussi situés dans ce complexe.

## Architecture
Le dernier chah d'Iran, Mohammad Reza Pahlavi, y a fait construire un bâtiment de style contemporain, qui est le bâtiment principal du complexe. Ce palais, achevé en 1968, était la résidence du souverain et de sa famille avant la révolution iranienne de 1979. Dessiné par l'architecte iranien Mohsen Foroughi, il occupe une superficie de 9 000 m2 sur deux étages et demi. Au départ, le bâtiment était destiné à la résidence des hôtes étrangers du chah, mais une fois terminé, il est devenu la résidence principale de la famille Pahlavi.

## Histoire
Le palais de Niavaran trouve ses origines à l'époque de la dynastie Qadjar. L'emplacement était un jardin où Nassereddine Chah prenait ses quartiers d'été. Il y fit construire un palais appelé au départ palais de Niavaran pour devenir palais de Sahebgharanyeh. Pendant le règne de Mohamad Reza Pahlavi, tous les bâtiments entourant l'ancien palais, à l'exception du pavillon d'Ahmad Chah (ou Koushk-e Ahmad Shahi), sont démolis. Le nouveau palais Pahlavi est construit au nord du palais Qadjar et le pavillon d'Ahmad Chah servit de musée regroupant les cadeaux des différents chefs d'État du monde à l'État iranien.

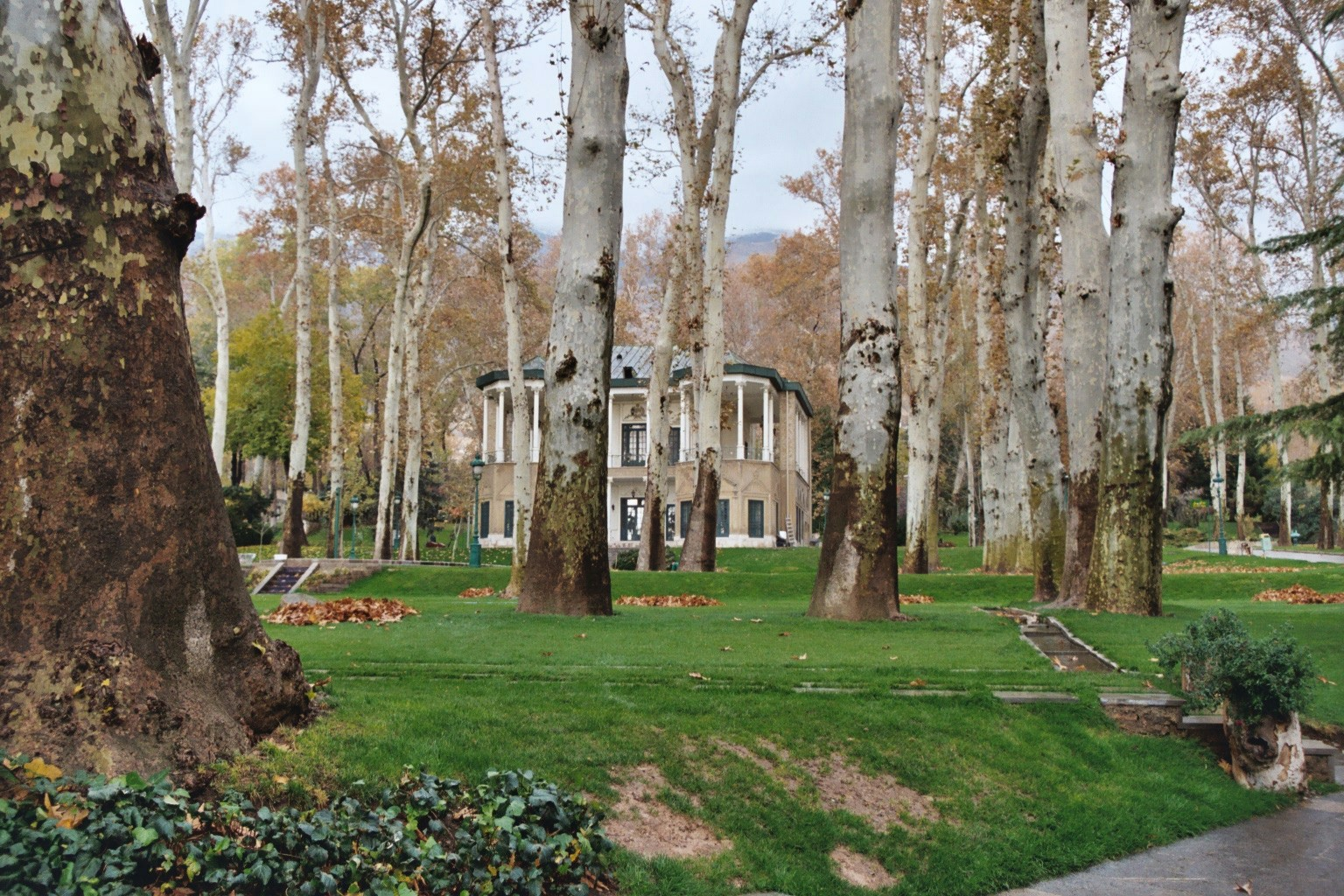
Jardins du palais de Niavaran.
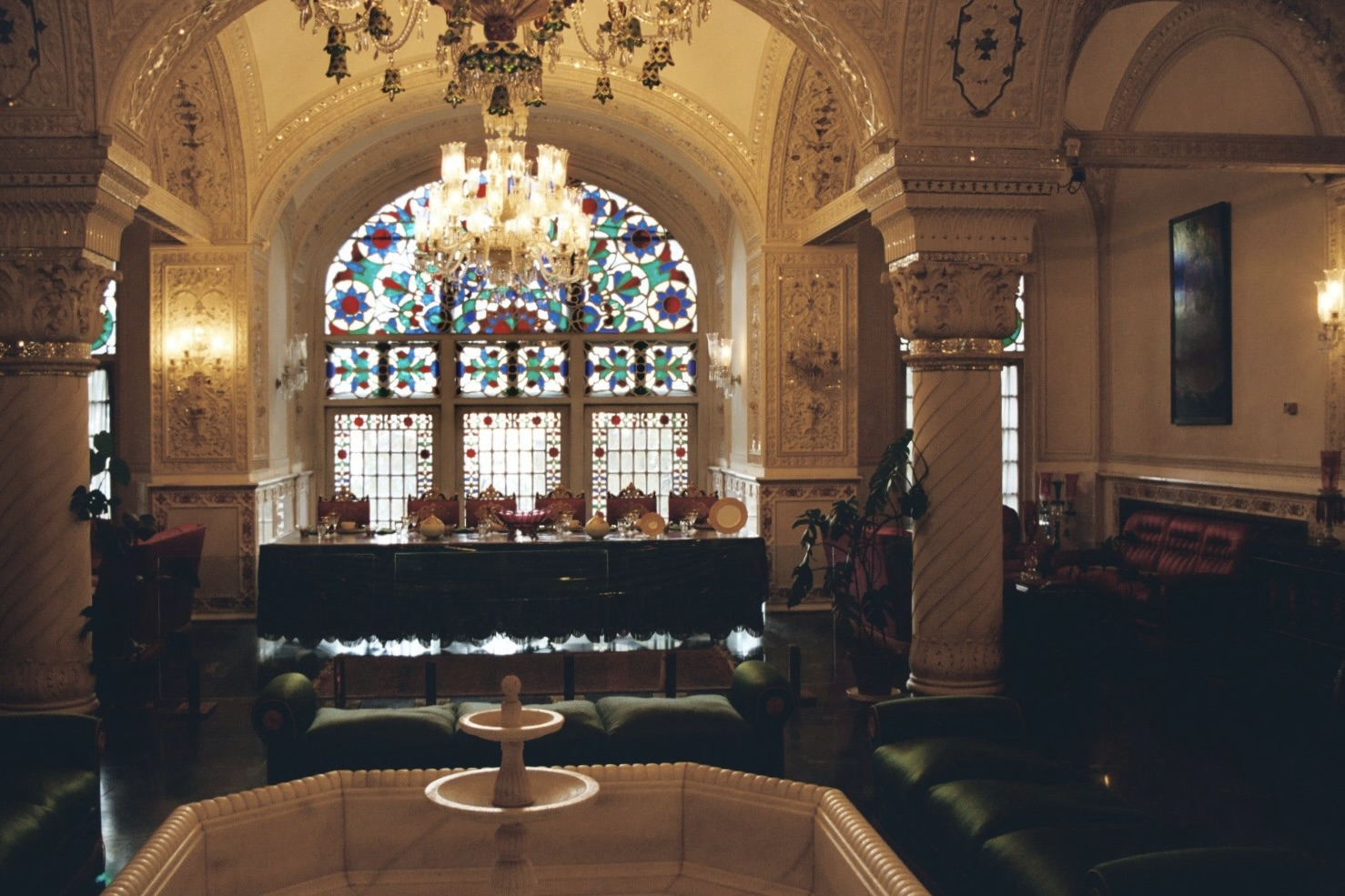
Palais Sahebqaraniyeh.
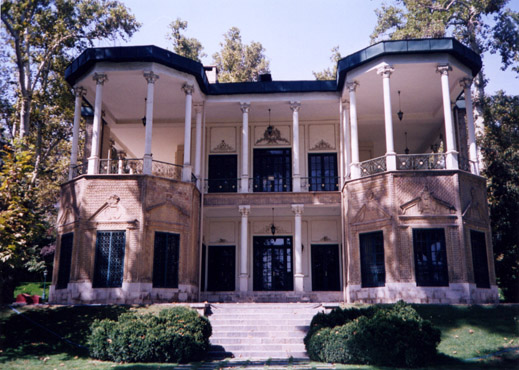
Le Kushak d'Ahmad Chah.
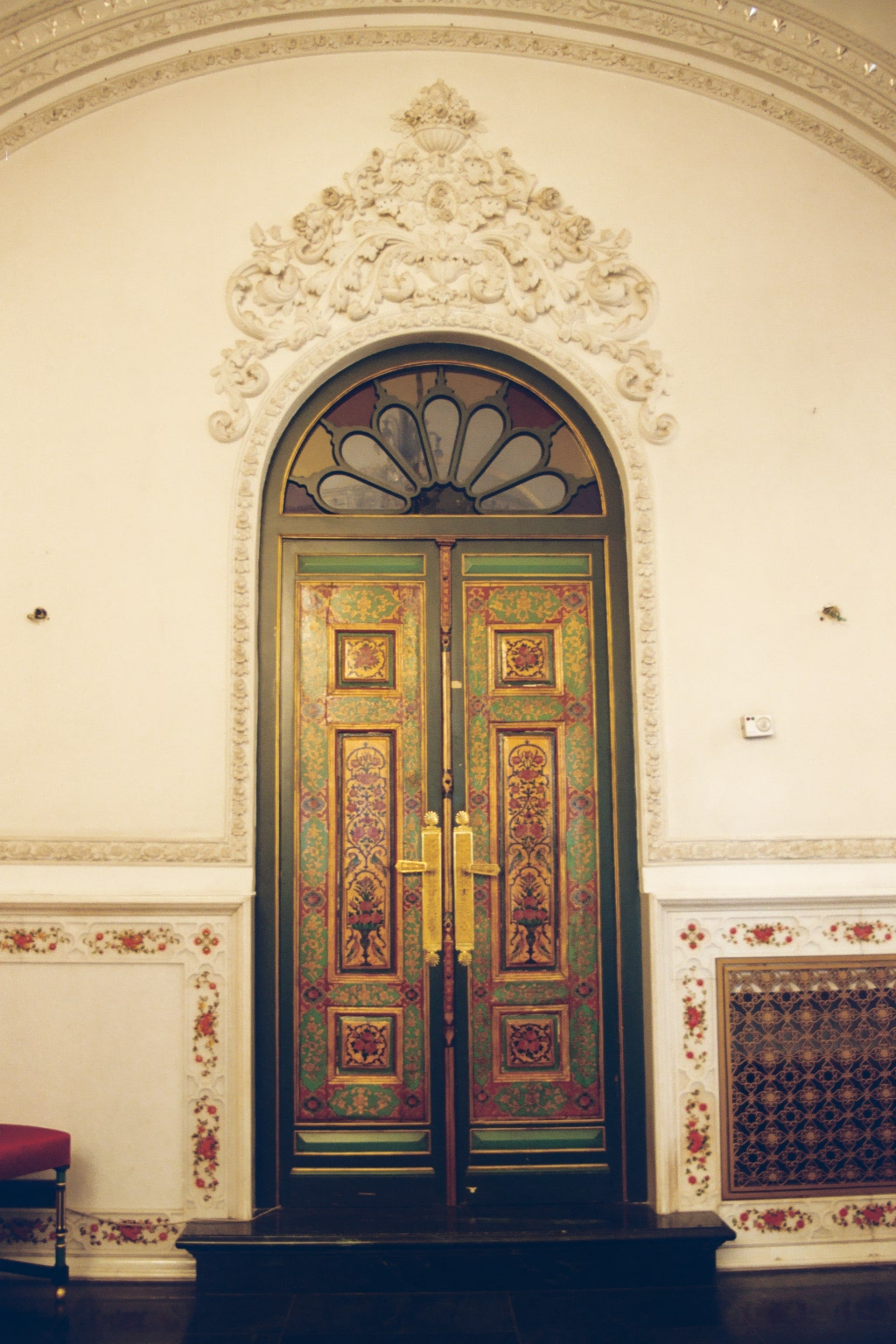
Une porte du palais.
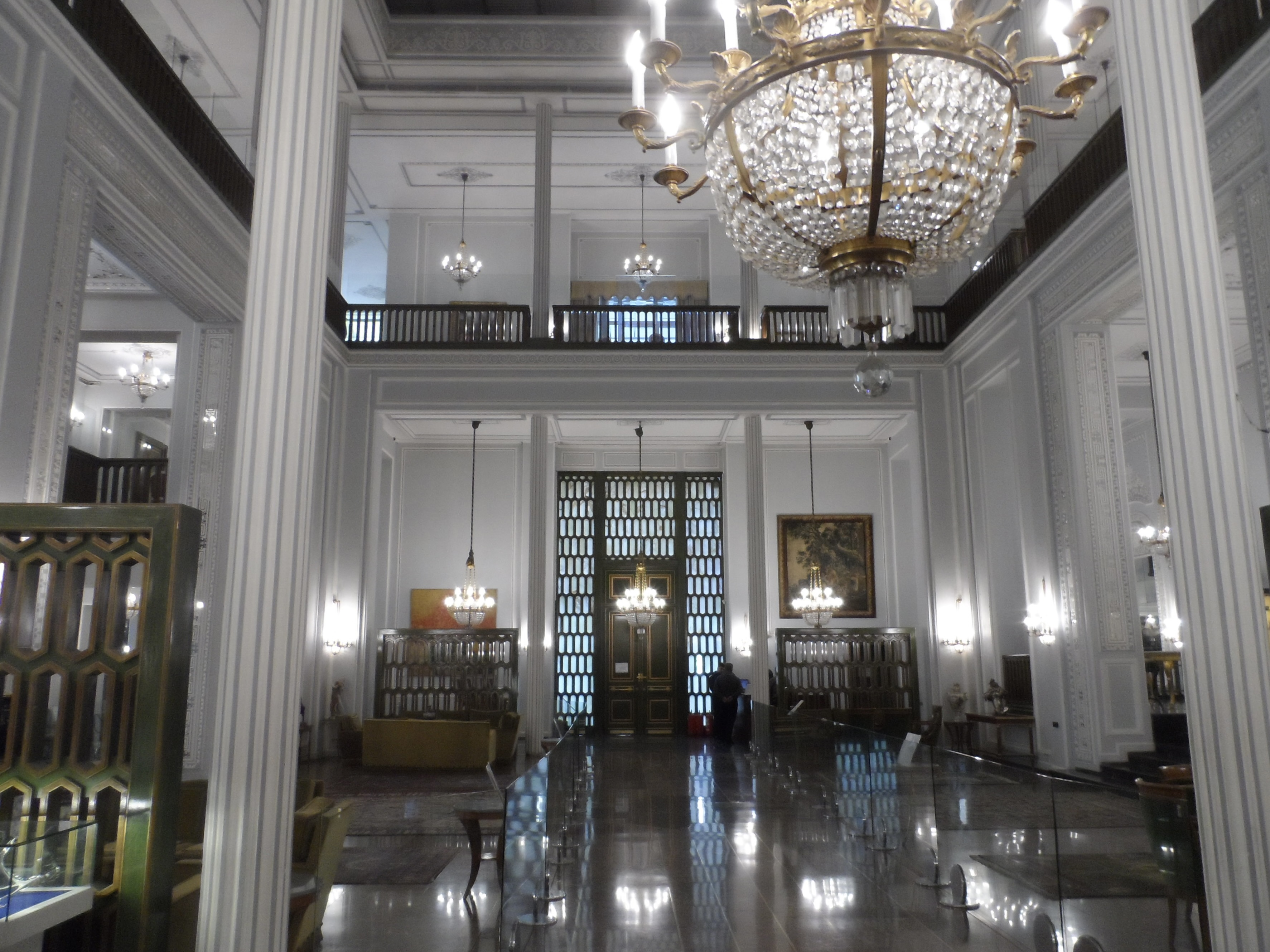
Grand hall intérieur.
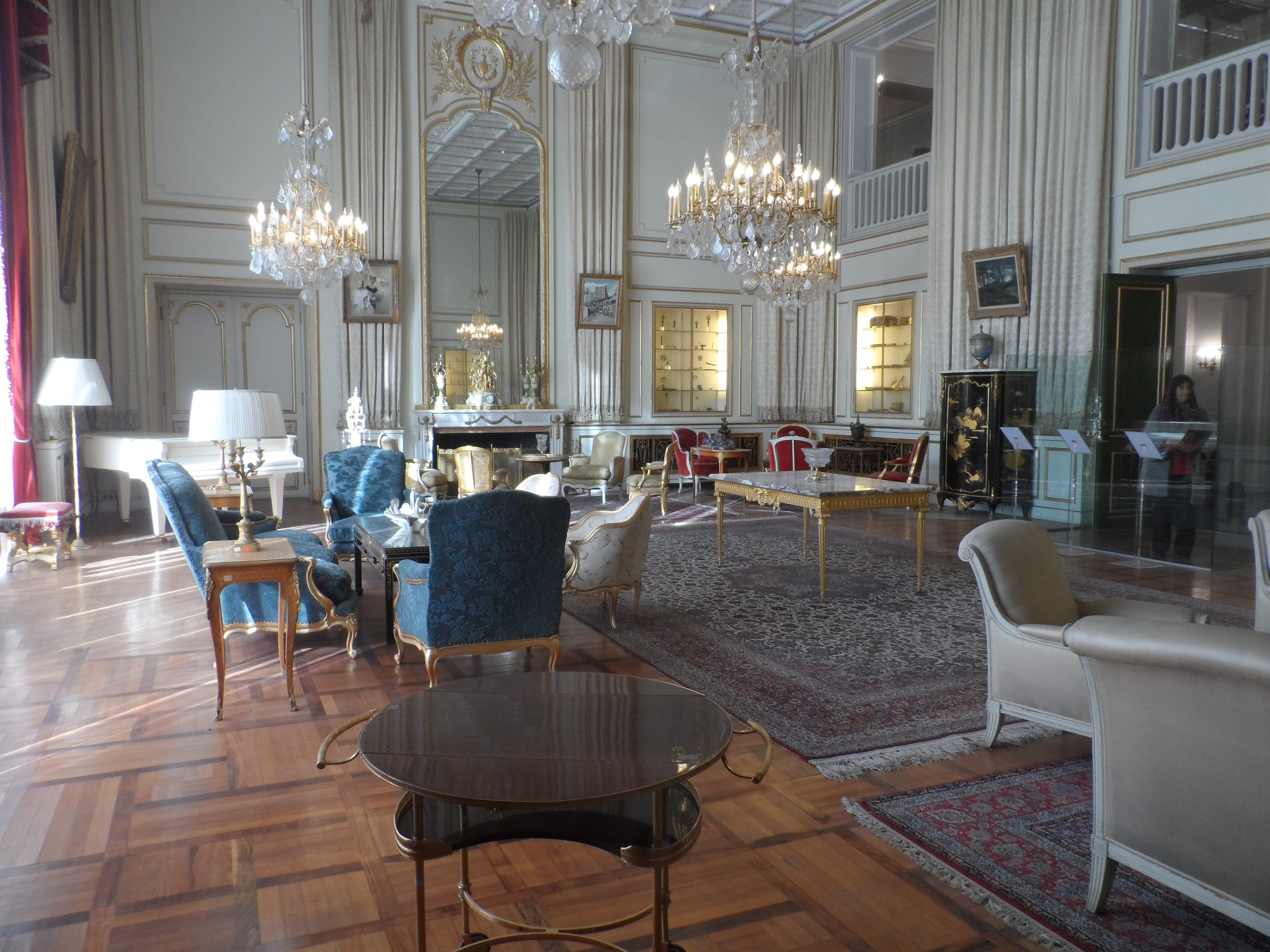
Salon de réception.